# 950
950 (CML) je bilo navadno leto, ki se je po julijanskem koledarju začelo na torek.

## Dogodki
- 1. januar

## Rojstva
- Abhinavagupta, indijski šivaistični guru in filozof († 1020)
- Ema Bloiška, vojvodinja Akvitanije, grofica Anjouja, regentinja († 1003)
- ibn Junis, egipčanski astronom, matematik († 1009)

## Smrti
- Al-Farabi, perzijski filozof, učenjak (* 870)